# Осинин, Иван Терентьевич
Иван Терентьевич Осинин (3 (15) апреля 1833, Копенгаген — 24 февраля (8 марта) 1887, Санкт-Петербург) — тайный советник, попечитель женских гимназий и председатель учебного комитета ведомства учреждений Императрицы Марии.

## Биография
Сын псаломщика русской посольской церкви, родился в Копенгагене; мать его была датчанка. 
В 1847 году И. Т. Осинин поступил в Санкт-Петербургскую духовную семинарию, которую окончил в 1853 году. Затем окончил Петербургскую духовную академию — первым магистром, в 1857 году оставлен при академии, назначен бакалавром по кафедре сравнительного богословия и, кроме того, занял должность преподавателя немецкого языка. В начале 1858 года Осинин защитил диссертацию «Римский новый догмат о зачатии Пресвятой Девы Марии» и вскоре был утверждён в должности магистра богословия. В этом же году Осинин женился в Англии на дочери настоятеля посольской церкви в Лондоне протоиерея Е. И. Попова. Неоднократно посещал Данию, Германию и Францию. 14 октября 1863 года И. Т. Осинин был утверждён в звании экстраординарного профессора. В том же году он был приглашён преподавателем истории великой княжне Марии Александровне, а затем преподавал этот же предмет великим князьям Сергею и Павлу Александровичам. 
Написал ряд статей, напечатанных в журнале «Христианское чтение», преимущественно по истории иностранных вероисповеданий, важнейшие из них: «Римский новый догмат о зачатии Пресвятой Девы Марии без первородного греха перед судом Св. Писания и св. предания св. отцев» (1858), «Ирвингианство» (1859, Ч. II), «Взгляд на современное положение папства» (1861, Ч. I), «Взгляд на характер и направление западных христианских вероисповеданий» (1862, Ч. I), «О коренных свойствах и истинном значении церкви Христовой» (1862, Ч. I), «О церковном состоянии Англии» (1864, Ч. II), «Попытки протестантов к соединению с православною церковью в XVI в.» (1865, Ч. I), «Обзор 39 членов английского вероисповедания» (1866, Ч. I), «Об английском священстве» (1869, Ч. II); в журнале «Православное обозрение» — «Жизнь религиозная в Англии» (1862, Кн. 1). В 1865 году была напечатана его статья: «Торжество в Крестовоздвиженской общине сестер милосердия и несколько слов о самой общине» Архивная копия от 18 октября 2021 на Wayback Machine.
В 1867 году Осинин был назначен вместо вышедшего в отставку Н. А. Вышнеградского исправляющим должность начальника Санкт-Петербургских и Царскосельской женских гимназий и с этих пор в течение 20-ти лет энергично работал на пользу женского образования, не покидая в то же время до 1883 года и своей профессорской деятельности в Духовной академии.
В начале 1870 года И. Т. Осинин был командирован от Святейшего Синода за границу для участия в церковном конгрессе, по возвращении из которого явился одним из деятельнейших членов-основателей петербургского отдела общества любителей духовного просвещения, поставившего себе задачей поддерживать начинавшееся в иноверных церквях движение в пользу соединения с православием. В 1874 году Осинин принимал деятельное участие в богословских конференциях, происходивших в Бонне, и некоторые из его речей были потом напечатаны (в том числе на английском языке).
В 1872—1876 годах И. Т. Осинин состоял главным редактором в «Педагогическом Листке Санкт-Петербургских Женских Гимназий», переименованного в 1876 году в «Женское Образование». Здесь им было напечатано множество статей, в которых он отстаивал необходимость общего образования для женщин. Те же принципы он защищал и в комиссии 1874 года по учреждению в России высших женских учебных заведений, а также в книге «Замечания по поводу объяснительной записки по вопросу о высшем женском образовании».
В 1885 году он стал председателем учебного комитета ведомства Императрицы Марии, в 1886 году — попечителем женских гимназий и почетным опекуном.
Скоропостижно скончался в Петербурге 23 февраля (7 марта) 1887 года и был похоронен на Никольском кладбище Александро-Невской лавры, вместе с Марьей Васильевной Осининой (1809—1893).

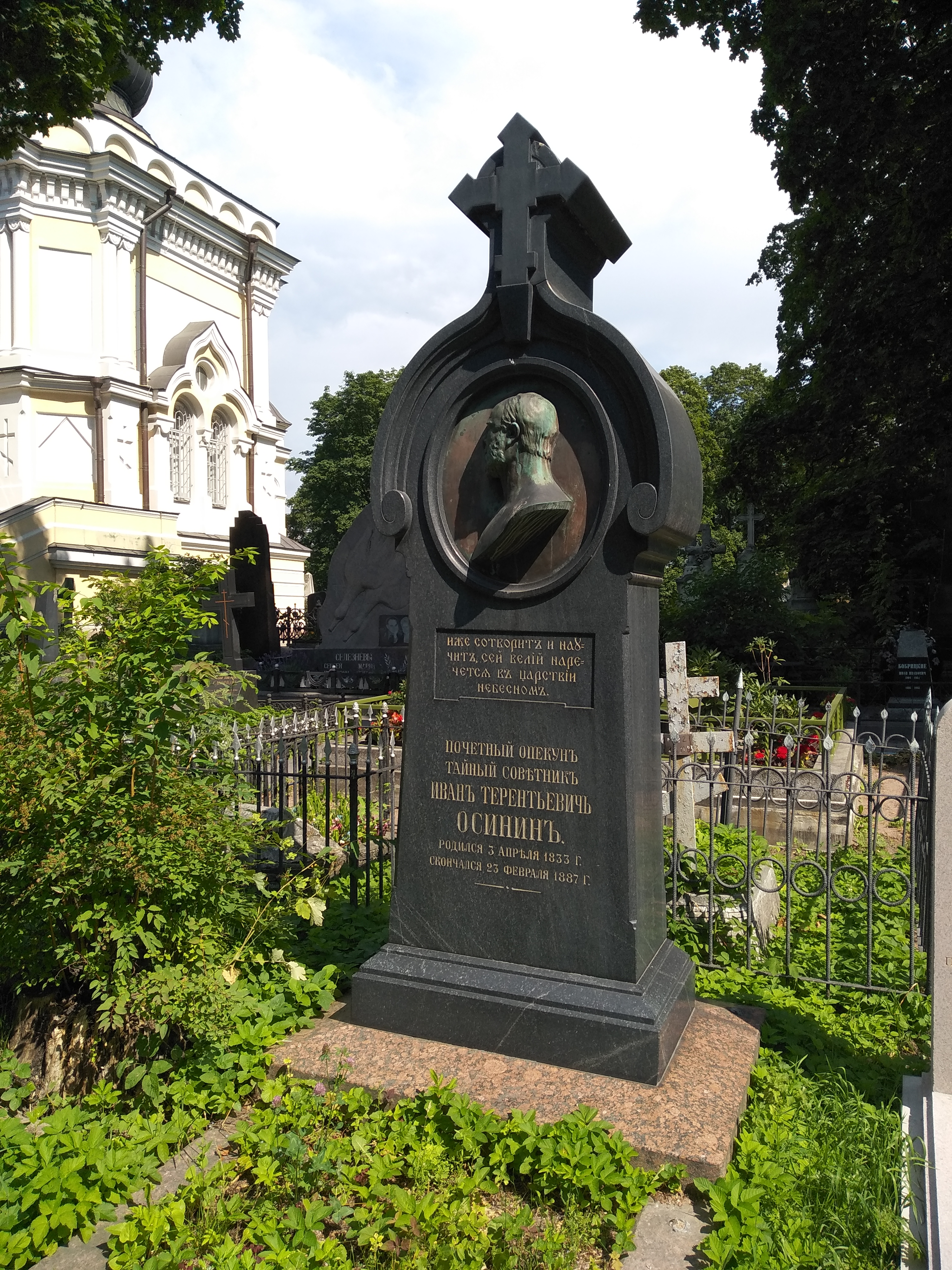
Могила Осинина на Никольском кладбище Александро-Невской лавры Санкт-Петербурга.